# رالف غراهام
رالف غراهام (بالإنجليزية: Ralph Graham)‏ هو مدرب كرة سلة أمريكي، ولد في 16 أغسطس 1910، وتوفي في 14 أكتوبر 2005.

## وصلات خارجية
- رالف غراهام على موقع قاعة كنساس للمشاهير الرياضية (مؤرشف) (الإنجليزية)